# Store Bjørn
Store Bjørn (Ursa Major) er et stjernebillede på den nordlige himmelkugle. På græsk blev konstellationen kaldt Arktos (= Bjørn), og fordi den befandt sig nordpå på stjernehimmelen, fik arktos også betydningen "nordpå, Norden". Stjernebilledet gav dermed navn til Arktis, og efternavnet Arctander betyder "Nordmand" (afledt af arktos (= nord) og andros (= mand)). 
Karlsvognen er en del af Store Bjørn.